# Hurts 2B Human
Hurts 2B Human осми је студијски албум америчке кантауторке Пинк. Издат је 26. априла 2019. за RCA Records, а првобитно је планирано да ово буде EP. Како би постигла жељени звук, другачији од претходног албума, Пинк је као гостујуће извођаче на неким песмама позвала Калида, Криса Стејплтона, Wrabel-а и музичку групу „Cash Cash”. Албум је званично најављен током певачициног интервјуа у емисији Шоу Елен Деџенерес, у фебруару 2019. године. Hurts 2B Human је поп албум, чије песме говоре о љубави, породици, самоиспитивњу, животу и сопственим вредностима.
Албум је добио генерално позитивне критике музичких критичара, од којих су многи похвалили продукцију, док су други пак сматрали да су песме превише формулисане. Албум је био комерцијално успешан, достигавши прво место у осам земаља, међу којима су и Аустралија, Канада, Нови Зеланд и Швајцарска. У САД-у, Hurts 2B Human је постао трећи певачицин албум у низу који је достигао на прво место рекордне листе Билборд 200. „Аустралијско удружење сниматељске индустрије” доделило је албуму платинасти сертификат. Промотивни сингл, Walk Me Home објављен је 20. фебруара 2019. године, као водећи сингл са албума и достигао је на топ-10 листу у неколико земаља, укључујући Ирску, Швајцарску и Уједињено Краљевство. Други сингл, Can We Pretend, објављен је 17. маја 2019, а насловна песма и Love Me Anyway објављени су у ограниченом издању.

## Списак песама
| №               | Назив                            | Трајање |  |
| 1.              | Hustle                           | 2:55    |  |
| 2.              | (Hey Why) Miss You Sometime      | 3:23    |  |
| 3.              | Walk Me Home                     | 2:59    |  |
| 4.              | My Attic                         | 3:02    |  |
| 5.              | 90 Days (са Wrabel-ом)           | 3:50    |  |
| 6.              | Hurts 2B Human (са Калидом)      | 3:22    |  |
| 7.              | Can We Pretend (са Cash Cash-ом) | 3:44    |  |
| 8.              | Courage                          | 4:19    |  |
| 9.              | Happy                            | 3:01    |  |
| 10.             | We Could Have It All             | 4:33    |  |
| 11.             | Love Me Anyway                   | 3:08    |  |
| 12.             | Circle Game                      | 4:54    |  |
| 13.             | The Last Song of Your Life       | 3:53    |  |
| Укупно трајање: | Укупно трајање:                  | 47:03   |  |